# Phyllocephalum
Phyllocephalum là một chi thực vật có hoa trong họ Cúc (Asteraceae).

## Loài
Chi Phyllocephalum gồm các loài: